# Macchina da guerra
Macchina da guerra è l'ottavo album discografico del gruppo musicale italiano Uochi Toki, autoprodotto e pubblicato nel 2013.

## Descrizione
Dopo tre album pubblicati per La Tempesta Dischi, la scelta degli Uochi Toki di passare all'autoproduzione fa parte di un tentativo dichiarato di "azzerare quel meccanismo che va dalla promozione al booking – un meccanismo che non fa altro che prestarti credibilità". Una decisione che in prima istanza sembra non venire incontro al pubblico, così come la scelta iniziale dell'esclusivo supporto in vinile a tiratura limitata, non ristampabile, ma che risulta perfettamente in linea con lo stile e l'approccio dell'album e con gli intenti del gruppo che "sembra ora procedere risoluto verso la disgregazione, tanto della forma quanto dei contenuti."

## Pubblicazione
Macchina da guerra è stato inizialmente distribuito in formato vinile, in tiratura limitata a 300 copie ed acquistabili esclusivamente ai concerti del gruppo. Il 4 aprile 2014 il disco è stato reso disponibile anche per download digitale.

## Tracce
33 giri, download digitale
1. I – 17:04
2. II – 16:39

## Formazione
- Matteo "Napo" Palma – voce, testi
- Riccardo "Rico" Gamondi – basi